# Perská noc
Perská noc (Nuit Persane) je cyklus melodií (dramatická kantáta) pro sóla, sbor a orchestr, skladatele Camille Saint-Saënse na básně Armanda Renauda ze sbírky Les Nuits Persanes (1870).
| Celková informace     | Celková informace   |
| --------------------- | ------------------- |
| Název díla            | Perská noc          |
| Název v originále     | Nuit persane        |
| Skladatel             | Camille Saint-Saëns |
| Opus/katalogové číslo | Op.26               |
| I-katalogové číslo    | ICS 144             |
| Počet částí           | 4                   |
| Datum vzniku          | 1891                |
| Premiéra              | 1892                |
| Libreto               | Armand Renaud       |
| Originální jazyk      | Francouzština       |

## Historie vzniku

### Literární předloha
V roce 1870 napsal francouzský básník Armand Renaud soubor dvanácti básní pod názvem Les Nuits persanes.
V předmluvě ke sbírce si Renaud všímá svého zájmu o regiony Východu a jejich příslušnou literaturu a kulturu. Renaud uvádí, že ze všech těchto oblastí je to právě Persie, která má nejoriginálnější a nejkompletnější poezii. Soubor Les Nuits persanes zahrnuje i obrázky a předměty imaginárního Orientu, včetně eunuchova turbanu, vůně myrhy, palem a projížďky lodí po Nilu. Název, Perská noc, je možná ovlivněný popularitou sbírky příběhů, Tisíc a jedna noc, která byla přeložena do francouzštiny v roce 1717 Antoinem Gallandem (a znovu Josephem Charlesem Mardrusem v roce 1904) a obsahuje mnoho příběhů, o kterých se předpokládá, že vznikly v Persii. Sbírka těchto příběhů se stala oblíbeným námětem pro hudbu a umění. Nikolaj Rimskij-Korsakov i Maurice Ravel použili Šeherezádu ve svých dílech stejného názvu.

### Hudba
Saint-Saëns napsal více než 120 písní, většinou cyklické podoby, jako byl i v letech 1870 až 1872 komponovaný cyklus Melodies Persanes op. 26 na text Armanda Renauda (1836–1895). Exotické melodie měly úspěch a skladatel je v roce 1892 upravil pro dva sólisty, recitátora, sbor a orchetr. Přidal nové písně, změnil původní pořadí a cyklus nazval Nuit Persane.

#### První část
SAMOTNÁ (La Solitaire)
Předehra (Prélude)
Hlas snu (La Voix du Réve) – recitace
- Větřík (La Brise) – sbor
- Samotná (La Solitaire) – alt, sólo
- Ütěk (La Fuite) – tenor sólo a sbor[5]

#### Druhá část
ÚDOLÍ SEZDÁNÍ (La Vallée de l'union)
Předehra (Prélude)
Hlas snu (La Voix du Réve) – recitace
- Na hřbitově (Au Cimetière) – tenor sólo
- Labutě (Les Cygnes) – alt, tenor a sbor[5]

#### Třetí část
KRVAVÉ KVĚTY (Fleurs de Sang)
Předehra (Prélude)
Hlas snu (La Voix du Réve) – recitace
- Se šavlí v ruce (Sabre en main – tenor, sólo a sbor[5]

#### Čtvrtá část
OPIOVÝ SEN (Songe d'opium
Předehra (Prélude)
Hlas snu (La Voix du Réve) – recitace
- Víření (Tournoiement) – tenor, sólo a sbor[5]

## Instrumentace
Hlasy: alt, tenor; smíšený sbor.
Orchestr: 3 flétny, 2 hoboje, anglický roh, 2 klarinety, 2 fagoty, 4 lesní rohy, 2 kornety, 2 trubky, 3 pozouny, tympány, tamburína, triangl, činely, harfy, smyčce.

## Inscenační historie
Premiéra se konala 14.2.1892 v Paříži. Hrál francouzský symfonický orchestr Orchestre Colonne, avšak dílo upadlo do zapomenutí.
Původní verze Melodies Persanes se dočkala CD nahrávky v provedení francouzského barytonisty Francoisa le Rouxe a klavíristy Grahama Johsona (Hyperion 2005).
Vokálně–instrumentální verze Nuit Persane měla světovou premiéru nahrávky v roce 2008, kdy ji vydalo australské hudební vydavatelství Melba (společné s operou Hélène).
V Česku uvedla koncertní provedení (spolu s operou Hélène) dne 13.2.2008 Státní opera Praha.